# IC 4534
IC 4534 — галактика типу SB0 (компактна витягнута галактика) у сузір'ї Волопас.
Цей об'єкт міститься в оригінальній редакції індексного каталогу.